# دين كالاواي
دين كالاواي (بالإنجليزية: Dean Callaway)‏ هو لاعب دوري الرغبي أسترالي، ولد في 10 ديسمبر 1970 في أستراليا.